# Paul Bordier
Pour les articles homonymes, voir Bordier.
Paul Camille Bordier, né le 16 janvier 1921 à Saint-Nazaire-sur-Charente et mort le 5 octobre 2003 à Paris 13e, est un administrateur colonial français qui fut gouverneur du Niger  et haut-commissaire de l'Oubangui-Chari.

## Biographie
Paul Bordier a poursuivi sa carrière coloniale en Afrique. Il est d'abord directeur des départements économiques de l'Afrique occidentale française. Il est proche du parti de gauche l'UDSR. Le 3 novembre 1956, il succède à Jean Ramadier au poste de gouverneur du Niger. Une de ses premières tâches est d'organiser les élections communales, qui se tiennent pour la première fois le 18 novembre 1956 à Niamey et à Zinder. Le Niger obtient son premier Conseil de gouvernement en 1957. En sa qualité de gouverneur, Paul Bordier dirige ce conseil en tant que chef du gouvernement. Le chef adjoint du gouvernement est alors Djibo Bakary et les autres ministres appartiennent pour la plupart au parti Sawaba, qui avait remporté la majorité parlementaire aux élections à l'Assemblée territoriale du Niger en 1957. Le 25 janvier 1958, Louis Rollet succède à Bordier en tant que gouverneur du Niger.
Paul Bordier prend alors le 29 janvier 1958 le poste de haut-commissaire de l'Oubangui-Chari. Il doit mettre en œuvre l'autonomie étendue accordée à la région par la Constitution de la Ve République française au sein de la Communauté française. L'Oubangui-Chari obtient son indépendance de la France le 13 août 1960 sous le nom de République centrafricaine. Le président David Dacko demande alors à la France de révoquer immédiatement Bordier en tant que haut-commissaire, de retour en France, Paul Bordier prend diverses fonctions dont celle de président du Syndicat national des établissements thermaux.